# Povstání v Husinu

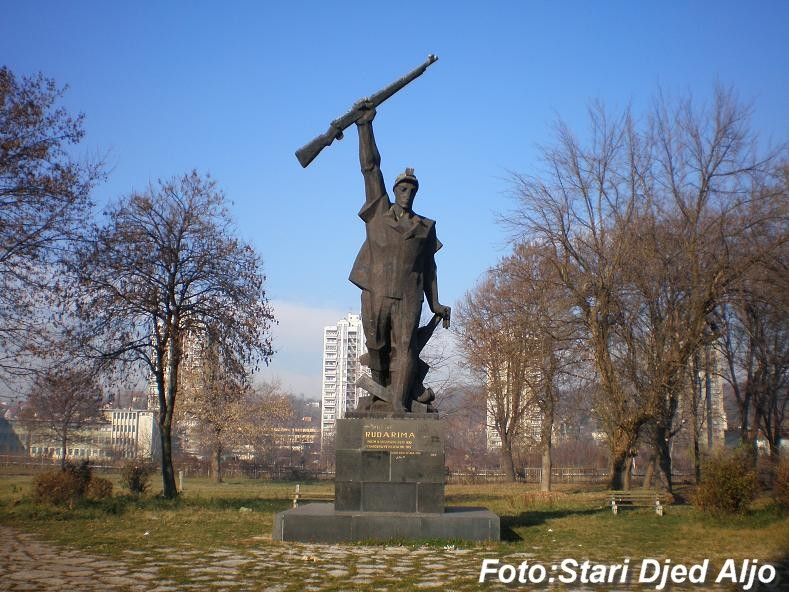
Památník povstání.

Povstání v Husinu (srbochorvatsky Husinska buna/Хусинска буна) označuje povstání horníků dolu Kreka u Tuzly v tehdejším Království Srbů, Chorvatů a Slovinců, později Jugoslávii. Vypuklo v návaznosti na generální stávku v období od 21. do 28. prosince 1920. Svůj název má podle vesnice Husino, kde k povstání došlo a kde byli dělníci ubytováni. 
Povstání vypuklo poté, co tehdejší jugoslávská vláda devalvovala vlastní měnu. Mzdy dělníků tak prudce poklesly, což mělo za následek nespokojenost. Té se rozhodla využít komunistická strana, která zmobilizovala i další pracující z celé Jugoslávie prostřednictvím odborových organizací. Prvotní stávky nakonec zúčastnilo okolo sedmi tisíc lidí. Jejími hlavními organizátory byli Jure Kerošević, Osman Đulović, Mujo ulovulov (Mujko), Karlo Železnik, Ivan Brcun, Franjo Marić, Marko Fidler, Božo Mrkić, Simo Topalović a Mijo Tomić.
Po skončení stávky se vláda snažila přivést dělníky zpět do práce. Někteří se však vyzbrojili a kladli bezpečnostním složkám odpor. Okolo dvaceti policistů bylo vysláno do vesnice Husino kde vystěhovali domy dělníků, čímž chtěli zlomit jejich odpor. Nasazena byla rovněž i armáda. Při srážkách zahynulo celkem sedm horníků, čtyři sta lidí bylo zatčeno a na začátku dalšího roku se konaly dlouhé soudní procesy s organizátory povstání, resp. s jeho účastníky. 32 horníků bylo odsouzeno k trestu smrti, další dostali dlouholeté tresty odnětí svobody. 
Povstání bylo později jugoslávskou historiografií především v období existence socialistické Jugoslávie glorifikováno jako odpor dělníků vůči zvůli tehdejší královské vlády. V roce 1956 byl ve vesnici Husino umístěn památník, připomínající tuto událost. 